# Joe Morton

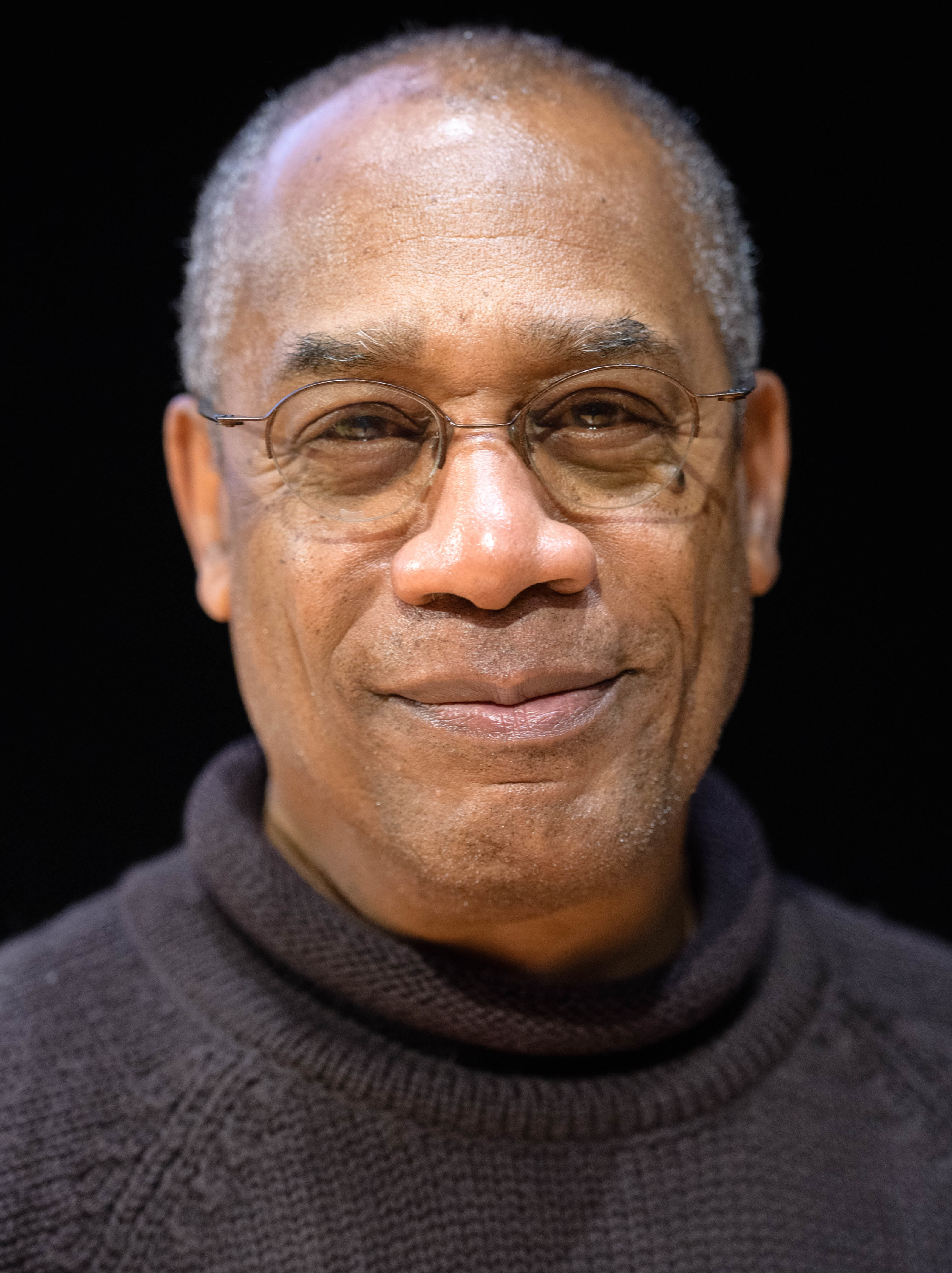
Joe Morton i februari 2019.

Joseph Thomas "Joe" Morton Jr., född 18 oktober 1947 i New York, är en amerikansk skådespelare. 
Vid sidan av skådespelandet har han har bland annat varit producent för filmerna Mitchellville (2004) och Breaking Dawn (2004), samt varit regissör för filmen Sunday on the Rocks.
Han har även haft gästroller i tv-serier som House och Smallville.

## Filmografi (urval)
| År        | Titel                        | Info     |
| --------- | ---------------------------- | -------- |
| 1977      | Om sanningen ska fram        |          |
| 1979      | ... och rättvisa åt alla     |          |
| 1982      | Motivet är mord              |          |
| 1985      | Själens oro                  |          |
| 1986      | Crossroads                   |          |
| 1988      | Kärlekens pris               |          |
| 1988      | Zelly och jag                |          |
| 1989      | Enkelt som svart och vitt    |          |
| 1989      | Tap Dancing                  |          |
| 1990      | Besättningen på Challenger   |          |
| 1991      | City of Hope                 |          |
| 1991      | Terminator 2 - Domedagen     |          |
| 1992      | Evigt ung                    |          |
| 1992      | Möss och människor           |          |
| 1993      | The Good Policeman           |          |
| 1994      | No Ordinary Summer           |          |
| 1994      | Speed                        |          |
| 1995      | I ondskans skugga            |          |
| 1996      | Beslut utan återvändo        |          |
| 1996      | Lone Star                    |          |
| 1998      | Sommardåd                    |          |
| 1998      | Blues Brothers 2000          |          |
| 1999      | Mutiny                       | TV-film  |
| 1999      | The Astronaut's Wife         |          |
| 1999      | Countdown to Chaos           | TV-film  |
| 2000      | Bounce                       |          |
| 2000      | Dolt under ytan              |          |
| 2001      | Ali                          |          |
| 2002      | Dragonfly                    |          |
| 2003      | Paycheck                     |          |
| 2004      | Lenny: Mirakelhunden         |          |
| 2005      | Stealth - det osynliga hotet |          |
| 2005–2006 | E-Ring                       | TV-serie |
| 2006–2012 | Eureka                       | TV-serie |
| 2007      | American Gangster            |          |
| 2009–2011 | The Good Wife                | TV-serie |
| 2013–2018 | Scandal                      | TV-serie |
| 2015–2016 | Grace and Frankie            | TV-serie |
| 2017      | Justice League               |          |